# Praça de Toiros de Saragoça
A Praça de Toiros de Saragoça, também designada Praça de Toiros da Misericórdia, é uma Praça de Toiros situada na cidade de Saragoça, em Espanha. É considerada a 2ª Praça mais antiga de Espanha. Foi a primeira Praça espanhola a ser coberta. É propriedade da Casa-Hospício Provincial, pertencente à Deputação Provincial de Saragoça.

## História
A Praça foi construída por ordem de Ramón Pignatelli, com o objectivo de financiar o Hospital e a Misericórdia da cidade, da qual Pignatelli era Provedor. Foi inaugurada a 8 de Outubro de 1764. Do estilo arquitectónico neo-mudéjar, a Praça foi construída em ladrilho e madeira, com ornamentos de pedra, nomeadamente na porta principal.
A partir de 1858 a gestão da Praça ficou a cargo da Deputação Provincial de Saragoça.

## Restauro
Após diversas conservações, a Praça sofreu profundas obras em 1916, em plena "idade de ouro do toureio", a cargo dos arquitectos Miguel Ángel Navarro Pérez e Manuel Martínez de Ubago Lizarraga, com ampliação da capacidade das bancadas, aumento do anel exterior e a construção da enfermaria e anexos. A fachada exterior e os curros também foram reformados.
Nova alteração importante decorreu em 1989, com a inclusão de uma cobertura amovível (concluída em 1990) e a construção de um edifício anexo que alberga uma nova enfermaria com bloco operatório e uma área multiusos para utilização, nomeadamente, como sala de imprensa. Em 2002 todas as bancadas foram substituídas, sendo instalados novos assentos, reduzindo-se a capacidade da Praça de 14.300 para 10.300 lugares  